# Ximena Restrepo
Ximena Restrepo, född den 10 mars 1969 i Medellín, är en colombiansk före detta friidrottare som tävlade i kortdistanslöpning.
Restrepos främsta merit är bronsmedaljen på 400 meter från Olympiska sommarspelen 1992. Hon var två gånger i VM-final på 400 meter. Vid VM 1993 slutade hon femma och vid VM 1991 slutade hon sexa.

## Personliga rekord
- 200 meter - 22,92 från 1991
- 400 meter - 49,64 från 1992